# Передпізнання

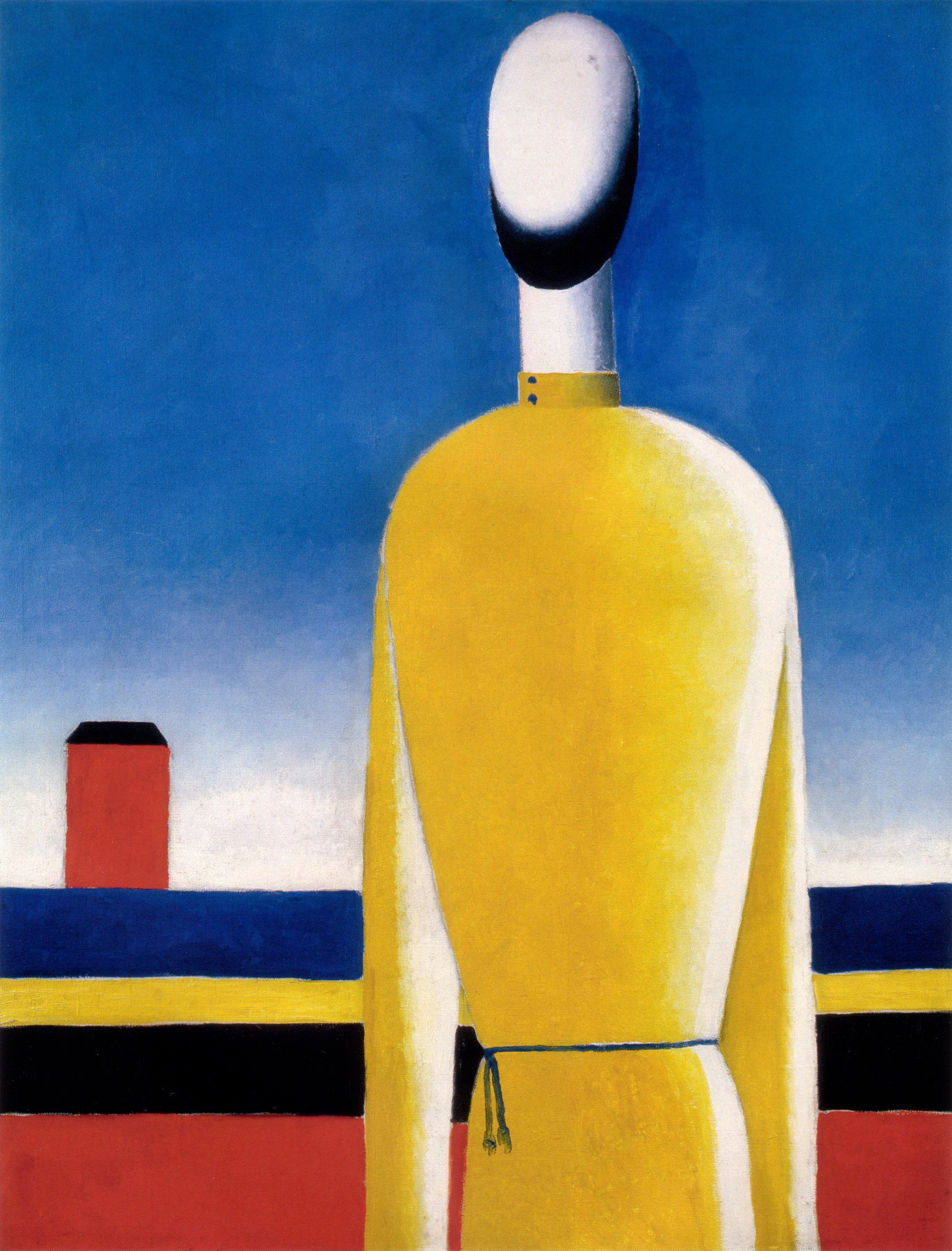
Казимир Малевич. Складне передчуття (Напівпостать у жовтій сорочці). Між 1928 і 1932

Передпізнання, або Прекогні́ція (лат. praecognitio, з prae- — перед- і cognitio — уявлення, знання; те ж, що проскопі́я) — форма екстрасенсорного сприйняття; гіпотетична паранормальна здатність отримувати знання про майбутні події (прекогнітивне ясновидіння) або майбутні думки іншої особи (прекогнітивна телепатія), не тотожна здатності до логічних висновків і прогнозів на основі актуального знання.
Парапсихологічні пояснення феномену прекогніції, не виведеного з відомих законів природи теоретично і не підтверджуваного експериментально, відкидаються академічною науковою спільнотою як такі, що не відповідають критерію фальсифіковності Поппера. Поширеність віри в існування прекогніції традиційно пояснюється впливом упереджень і забобонів, які впливають на природу пам'яті і здатність до судження про ймовірність тих чи інших подій.